# 艦載機

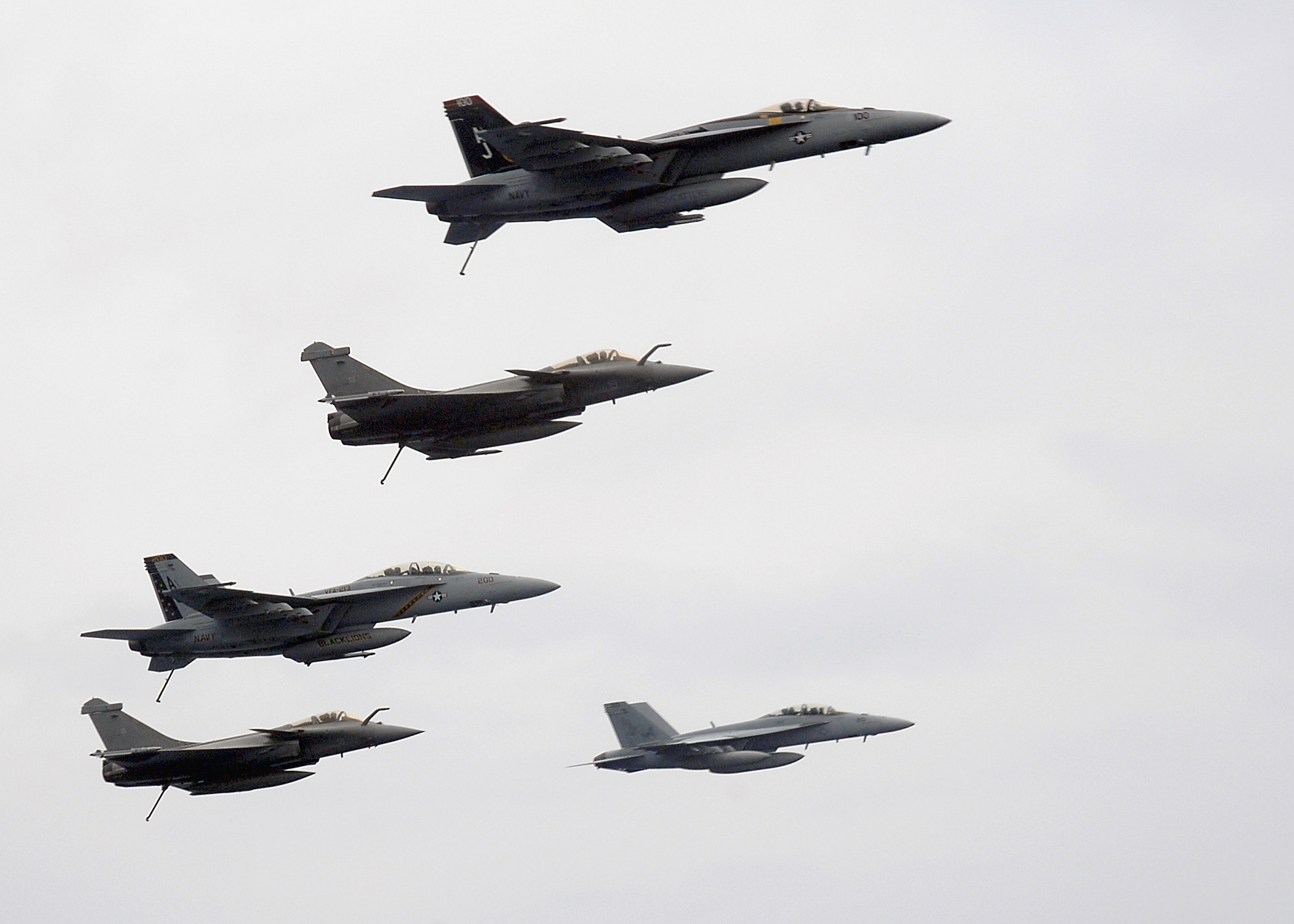
法国达索“阵风” M和美国的F/A-18E/F“超级大黄蜂”在美国海军罗斯福号航空母舰上执行任务。

艦載機（英語：carrier-based aircraft）是配備在航空母艦上的航空器，通常专指固定翼飞机，但广义上也可包括各种旋翼航空器（直升机及倾转旋翼机）和无人机。舰载机是海军航空兵所依赖的主要运作平台，其主要作用是让航母舰队在远离岸基军用机场的情况下仍能拥有制空权、空袭、空中侦查和空运的能力。
舰载机是航空母舰的主要武器，其性能和出勤频率決定了航空母艦的实际作战能力，載機數量越多、起飞重量越大，航母實力也相對越強；而航空母艦作为一类船级，本身也是為了讓飛機能在外海起降、維修及長期作戰才存在的，其飞行甲板、弹射器和拦阻索等也都是服务航空器起降的设施。相較於傳統军舰上最大射程僅有40公里（實際上可能在20公里以內）的舰炮，现代艦載機有著1,000（540海里）以上的作戰半径，還能以空中加油的方式延長航程，並能在攻擊完後回到航艦上在短时间内加油和裝載彈藥然后再度起飛攻擊，其作戰持續性和任務多樣的作戰能力也是艦載機與巡弋飛彈在海戰中所扮演角色的最大的不同。

## 历史

### 水上飛機

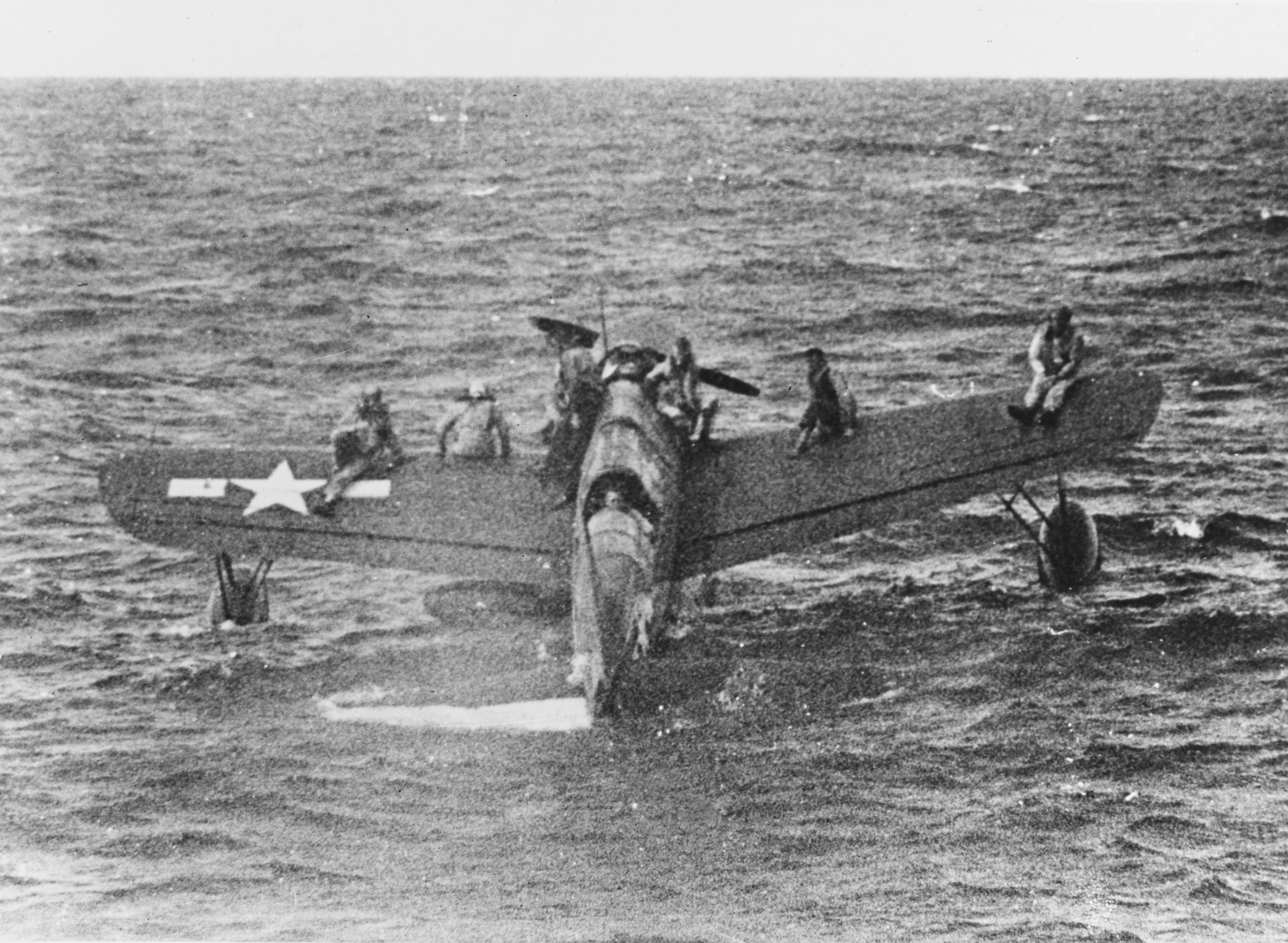
美国OS2U

早期的艦載機配備在大型軍艦，如戰艦或者是巡洋艦上面，擔任搜索與射擊觀測的任務。這種艦載機外型與水上飛機極為相近，平常搭載於軍艦的發射滑軌或者是起飛前自收藏的機庫送到滑軌上。起飛時飛機利用火藥、油壓、蒸汽或者是其他的力量彈射出去，執行任務完畢之後，利用機身上的浮筒降落在軍艦附近的海面，軍艦甲板上的起重機會將飛機自水面上吊起收回。
隨著戰鬥機皆轉變為噴射機，而水上噴射機的研發也失敗，加上有能直接起降且功能多的垂直起降飛機和直升機出現，起降程序複雜的水上飛機已完全被取代而在軍用方面絕跡。

### 一般飛機（定翼機與旋翼機）

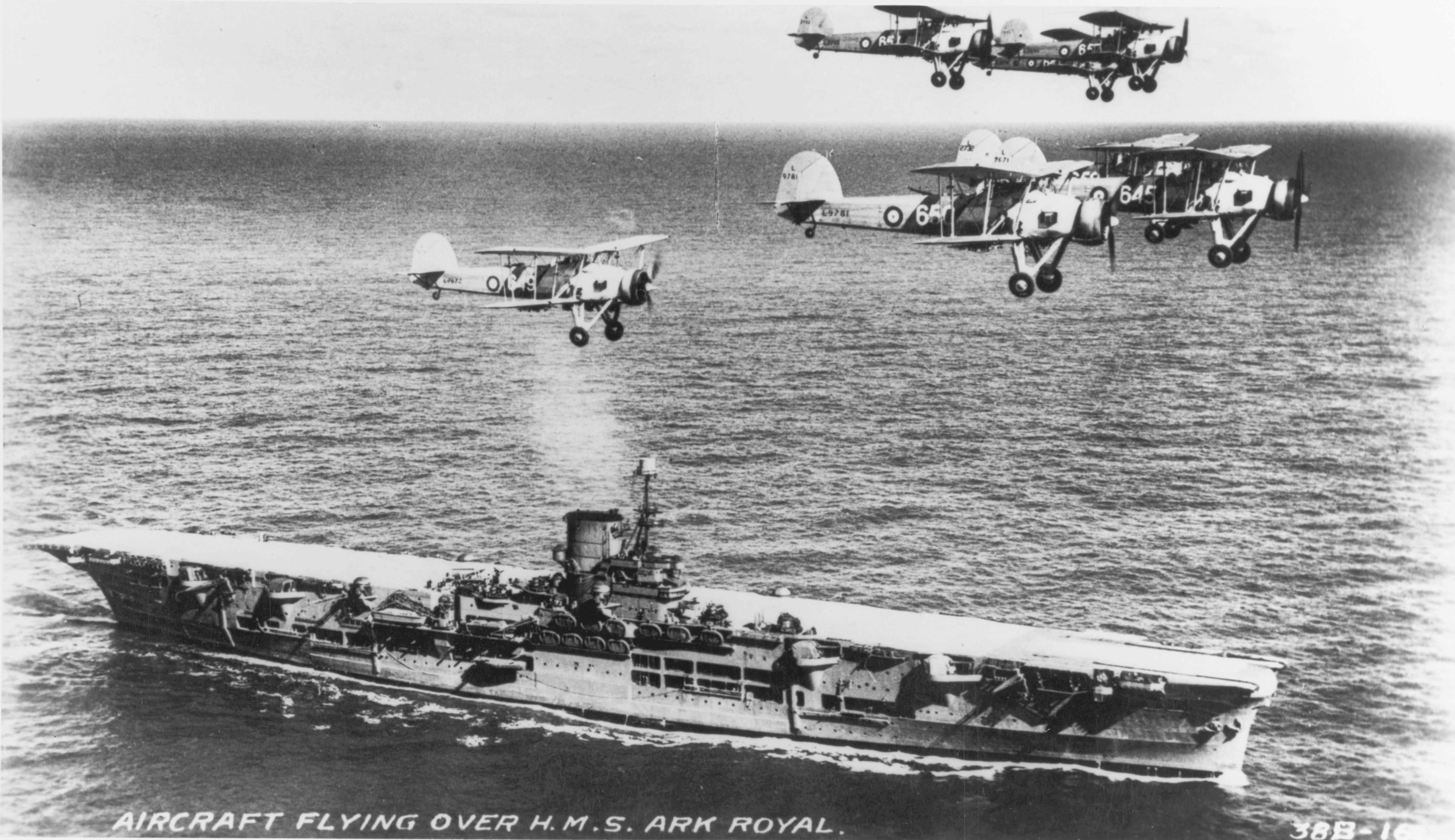
1939年，英国剑鱼式鱼雷轰炸机飛越皇家方舟号航空母舰

這一類的艦載機的運作與在陸上機場起降的飛機極為相似。在二次世界大戰結束前，這類艦載機只有定翼機機種，它們必需從航空母艦的甲板起飛與降落。二次世界大戰以後，直昇機（或旋翼機）及「垂直昇降戰機」的加入，使得此類型的艦載機不單可以配備在航空母艦之上，亦可配備在其他軍艦及海岸巡防用船艦之上。
這一類型之艦載機，是目前使用的主要艦載機型態。
由于冷战结束，高强度海战的可能性降至最低，为了降低使用与维护成本，随着最后一代专用制空战斗机F-14的退役，目前世界各国的主力舰载战斗机均为多用途戰機。如美军的F-18系列，俄罗斯的苏-33，法国的阵风M等。

## 分类

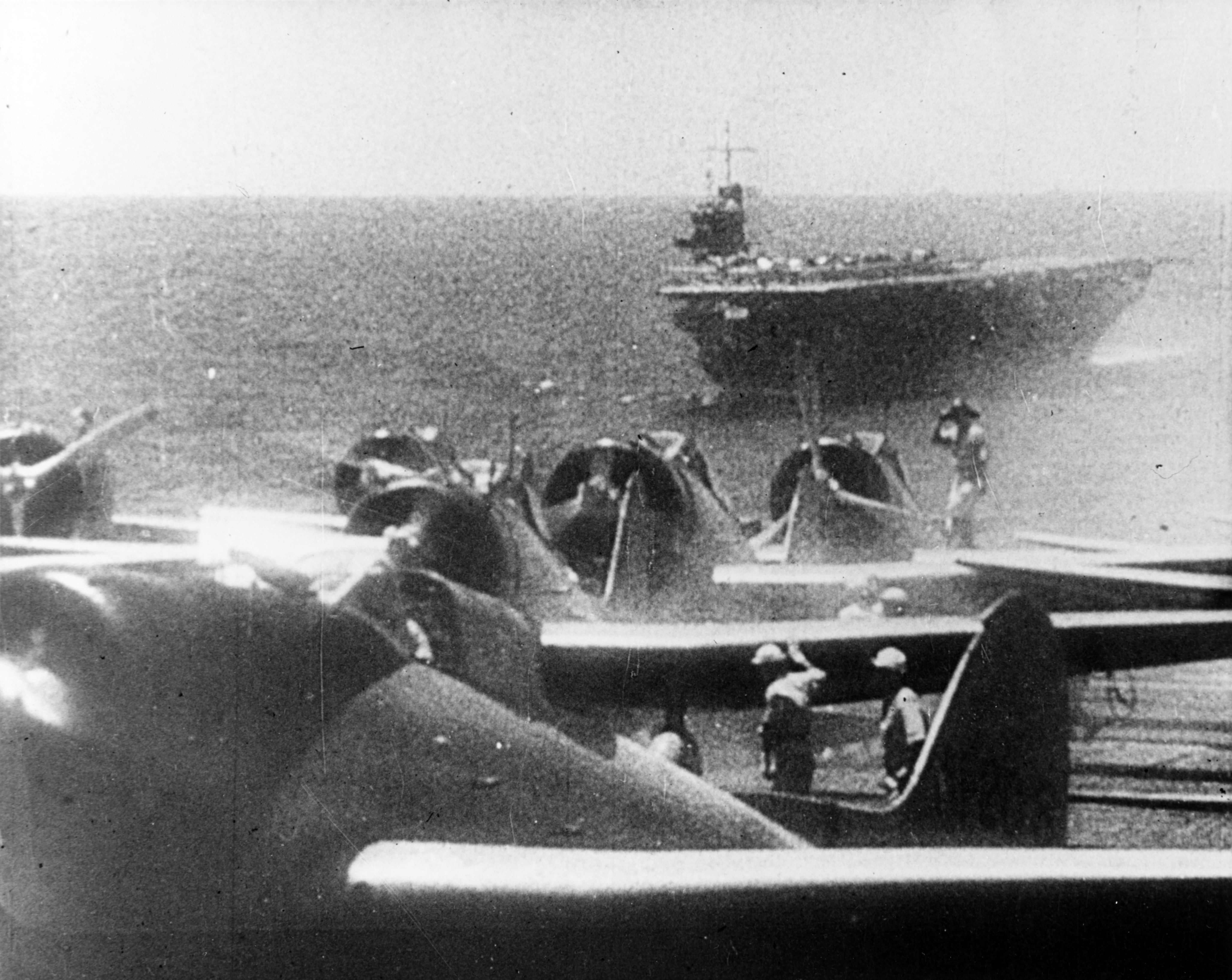
正停泊在航空母艦飛行甲板上準備出擊的九九艦爆，攝於1941年12月7日偷襲珍珠港前

艦載機按照用途種類可分作轟炸機、反潛機、運輸機、攻擊機、戰鬥機、預警機、電戰機、偵察機和直昇機等，其中以多用途戰鬥機為航艦艦載兵力的核心組成部分；若以布局和起降方式為依據，艦載機還可分作直昇機、傳統起降機和垂直起降機。現今大規模戰爭不再、軍費縮減、航艦空間有限的背景下為節約成本而讓單一艦載機功能多樣化，專職的水平，許多的專職戰鬥機退役，改以多用途戰鬥機取代之。
艦載機由於其特殊而嚴苛的作戰環境，在諸多設計上與陸基飛機截然不同，例如在機身材料選擇上，由於要考慮機體長期置於甲板上具有腐蝕性鹽霧、污染物和高溫輻射等條件複雜的環境，材料必須慎選；在結構上，艦載機由於長期使用著艦鉤降落、彈射起飛時極大的縱向過載，其整體強度必須要比陸基飛機更優秀；還有氣動技術上必須嚴格要求低進場速度、高升力、失速控制和迎角飛行能力等等，在航艦駛往遠方戰場進行獨立作戰時，艦載機兵力難以補充，這些直接影響其存活率的因素格外重要。

### 艦載戰鬥機
艦載多用途戰鬥機是航空母艦的主力，2019年服役中的有美國的F/A-18E/F、F-35C、F-35B、AV-8B、法國的陣風M、俄羅斯的米格-29K與Su-33、中國的歼-15。目前美國與其多個盟國正計畫裝備新一代的F-35聯合打擊機，該機為第五代戰鬥機，其C型與B型將分別取代F/A-18和AV-8系列，屆時艦載機類型將大幅統一，俄羅斯則預計在未來以米格-29K取代現在的Su-33，印度海軍也採用前者作為新式艦載機。中国的歼-15由從乌克兰購得的T-10K-3试验机（Su-33原型机）发展而成；研发多年的FC-31也出现了舰载机变体，可能替代歼-15作为后续新型航母的主力舰载机。
在上述現役的艦載機中，海獵鷹式與F-35B式艦載機為垂直起降機，其戰鬥範圍雖較直昇機為強，能進行某種程度的空戰、反艦、對地攻擊行動，但因為必須以垂直/短程起降，在載重量上受到限制，故能搭載的武器和油料一般皆不如傳統起降機。
|              | Su-33戰鬥機              | 米格-29K战斗机        | 歼-15                    | Rafale M               | AV-8B獵鷹II式攻擊機       | F/A-18E/F                | F-35B                      | F-35C                      |
| ------------ | ------------------------ | --------------------- | ------------------------ | ---------------------- | ------------------------- | ------------------------ | -------------------------- | -------------------------- |
| 图片         |                          |                       |                          |                        |                           |                          |                            |                            |
| 服役         | 1998                     | 2013                  | 2012                     | 2004                   | 1985                      | 1999                     | 2015                       | 2019                       |
| 生产         | 1989 — 1999              | 2005 —                | 2012 —                   | 1997 —                 | 1981-2003                 | 1997 —                   | 2008 —                     | 2006 —                     |
| 产量         | 11+24                    | 47                    | 56+                      | 40                     | 337                       | >500                     | 146                        | 57                         |
| 空重         | 18 400                   | 11 000                | 17 500                   | 10 600                 | 6745                      | 14 552                   | 14 715                     | 15 686                     |
| 有效载重     | 6500                     | 4500                  | 6500                     | 9500                   | 2208                      | 8050                     | 6800                       | 8160                       |
| 机砲         | 1 × 30mm GSh-30-1機炮    | 1 × 30mm GSh-30-1機炮 | 1 × 30mm GSh-30-1機炮    | 1×30mm DEFA 791B機砲   | 1 × 25mm GAU-12平衡者機砲 | 1 × 20mm M61A1火神式機砲 | 1 × 25mm GAU-12平衡者機砲  | 1 × 25mm GAU-12平衡者機砲  |
| 最大起飞重量 | 33,000                   | 24,500                | 32,500                   | 24,500                 | 14,000                    | 29,937                   | 27,200                     | 31,800                     |
| 发动机       | 2 × AL-31 F3             | 2 × RD-33K            | 2 × AL-31 F3             | 2 × M88-2-Е4           | 1× F402-RR-408            | 2× F414-GE-400           | 1× F135-PW-600             | 1× F135-PW-400             |
| 发动机推力   | 2 × 74.5 kN 2 × 125.5 kN | 2 × 53 kN 2 × 88.3 kN | 2 × 74.5 kN 2 × 125.5 kN | 2 × 50.04 kN 2 × 75 kN | 1 × 105 kN                | 2 × 57.8 kN 2 × 97.9 kN  | 1 × 120.1 kN 1 x 182.38 kN | 1 × 124.6 kN 1 x 191.35 kN |
| 最高速度     | 2300                     | 2200                  | 2551                     | 1912                   | 1090                      | 1915                     | 1960                       | 1960                       |
| 升限         | 18 000                   | 17 000                | 20 000                   | 15 235                 | 16 000                    | 15 000                   | 15 200                     | 18 300                     |
| 作战半徑     | 660                      | 850                   | 1500                     | 1850                   | 556                       | 722                      | 935                        | 1240                       |

### 艦載直昇機、運輸機、預警機、反潛機、加油機、電子戰機

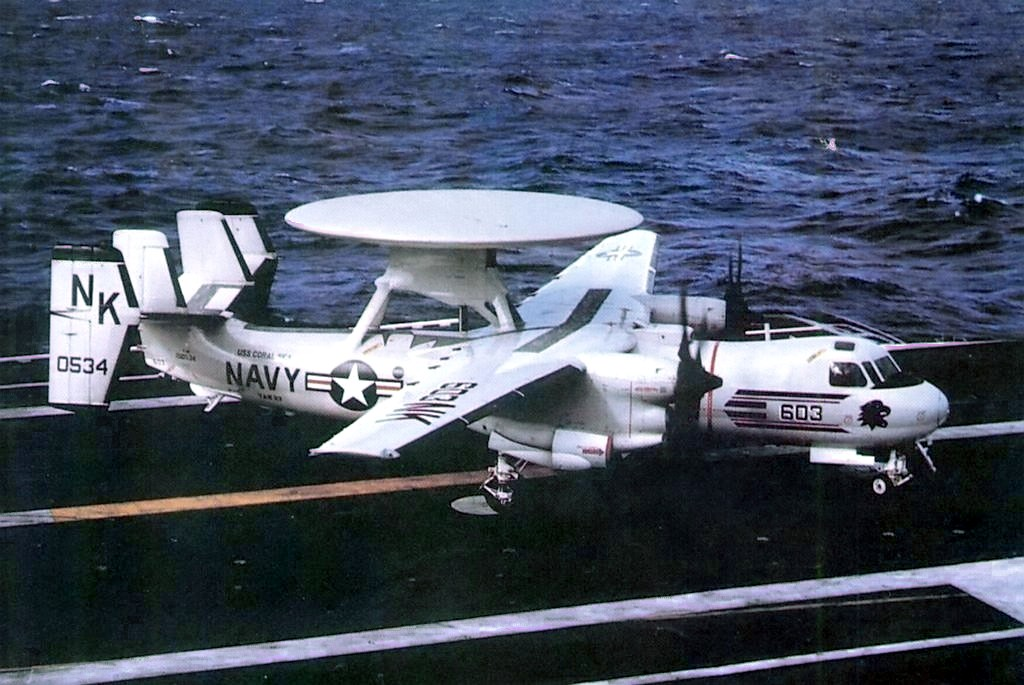
一架停泊在美國航母珊瑚海號的E-2空中預警機

其他機種，如艦載直昇機、運輸機、預警機、反潛機、加油機、電子戰機。目前固定翼运输機僅有C-2灰狗式运输机（預計由V-22魚鷹式傾轉旋翼機取代），由美國航艦使用，固定翼預警機僅有E-2空中預警機，由美國與法國航艦使用，其他國家則為預警直昇機（不过中国已经完成开发空警-600舰载预警机，将配备于福建号航空母舰）。一般來說，艦載直昇機負責反潛、搜索、中程導引、運輸和救援的任務，但不足以肩負對敵軍戰鬥機或飛彈的攔截行動，遠程打擊能力也不足，且更容易遭到對方打擊。作為預警機的能力也不如固定翼飛機，如航程、升限、留空時間、設備規模和功率等。與陸基直昇機相比，艦載直昇機有著為了收納至機庫方便，體積更小、重量更輕、起降不需要滑跑跑道、旋翼與尾樑皆為折疊式等特點，有些艦載直昇機甚至能於水面起降。
此前，美國的航空母艦上也曾裝備過S-3北歐海盜式反潛機、KA-6D加油機和EA-6B徘徊者式電子戰機，但隨著時代變遷與發展，S-3由於針對對象蘇聯潛艇威脅的減弱，已完全退役。KA-6D空中加油機的職責則預計由MQ-25刺鰩無人機取代，EA-6B電子戰機則已由EA-18G咆哮者電子作戰機取代。

## 型号

### 现役
以下為艦載固定翼飛機：
- F-35B（黃蜂級兩棲突擊艦、美利堅級兩棲突擊艦、伊莉莎白女王級航空母艦、加富爾級、第里雅斯特級兩棲突擊艦、出云级直升机护卫舰）
- F-35C（福特級航空母艦、尼米茲級航空母艦）
- F/A-18E/F超級大黃蜂式打擊戰鬥機（福特級航空母艦、尼米茲級航空母艦）
- EA-18G咆哮者電子作戰機（福特級航空母艦、尼米茲級航空母艦）
- Rafale M（戴高樂級、維克蘭特級航空母艦[13]、基輔級航空母艦[13]）
- Su-33戰鬥機（庫茲涅佐夫元帥級航空母艦）
- 米格-29K战斗机（維克蘭特級航空母艦、基輔級航空母艦、庫茲涅佐夫元帥級航空母艦）
- 殲-15D[14]（庫茲涅佐夫元帥級航空母艦、002型航空母艦）
- 殲-15S[14]（庫茲涅佐夫元帥級航空母艦、002型航空母艦）
- 殲-15T（庫茲涅佐夫元帥級航空母艦、002型航空母艦）
- AV-8獵鷹II式攻擊機（胡蜂級兩棲攻擊艦、美利堅級兩棲突擊艦、加里波底級、加富爾級、胡安·卡洛斯一世級）
- E-2空中預警機（福特級航空母艦、尼米茲級航空母艦、戴高樂號航空母艦）
- C-2灰狗式運輸機（尼米茲級航空母艦）
- T-45蒼鷹教練機（尼米兹级航空母艦）

以下為艦載傾转旋翼機：
- V-22魚鷹式傾轉旋翼機（福特級航空母艦、尼米茲級航空母艦、美利堅級兩棲突擊艦、胡蜂級兩棲攻擊艦）

以下為艦載直升機：
- SH-60海鷹直升機（福特级航空母艦、尼米茲級航空母艦、胡蜂級兩棲攻擊艦、堪培拉级两棲攻击舰、出云级直升机护卫舰、日向級護衛艦、大西洋級、獨島級兩棲攻擊艦、阿斯圖里亞斯親王級）
- CH-53E直升機（美利堅級兩棲突擊艦、胡蜂級兩棲攻擊艦）
- CH-53K直升機（美利堅級兩棲突擊艦）
- AH-1Z蝰蛇直升機（美利堅級兩棲突擊艦、胡蜂級兩棲攻擊艦）
- UH-1Y毒液直升機（美利堅級兩棲突擊艦、胡蜂級兩棲攻擊艦）
- 北約直升機工業NH90直升機（戴高樂級、西北風級兩棲突擊艦、胡安·卡洛斯一世級）
- 歐直EC725獰貓直升機（大西洋級）
- 奧古斯塔偉士蘭AW101灰背隼直升機（伊莉莎白女王級航空母艦、加里波底級、加富爾級、第里雅斯特級兩棲突擊艦、出云级直升机护卫舰、日向級護衛艦）
- 海王直升機（基輔級航空母艦）
- 北極星直升機（維克蘭特級航空母艦、基輔級航空母艦）
- 卡-27直升機（庫茲涅佐夫元帥級航空母艦、基輔級航空母艦、維克蘭特級航空母艦）
- 卡-31直升機（庫茲涅佐夫元帥級航空母艦、基輔級航空母艦、維克蘭特級航空母艦）
- 卡-50攻擊直升機（庫茲涅佐夫元帥級航空母艦）
- 直-20（庫茲涅佐夫元帥級航空母艦、002型航空母艦、075型兩棲攻擊艦）
- 直-18（庫茲涅佐夫元帥級航空母艦、002型航空母艦、075型兩棲攻擊艦）
- 直-9（庫茲涅佐夫元帥級航空母艦、002型航空母艦、075型兩棲攻擊艦）

### 研發中
- MQ-25刺鰩無人機（尼米茲級航空母艦、福特級航空母艦）
- X-47C試驗機（尼米茲級航空母艦、福特級航空母艦）
- F/A-XX戰鬥機（尼米茲級航空母艦、福特級航空母艦）
- 新一代戰機（新世代航空母艦）
- 歼-35[15]（003型航空母艦、004型航空母艦）
- 教練-10艦載版（003型航空母艦、004型航空母艦）
- 攻击-11无人攻击机舰载版（003型航空母艦、004型航空母艦、076型两栖攻击舰）
- 空警-600（003型航空母艦、004型航空母艦）
- TEDBF（英语：HAL TEDBF）（維克蘭特級航空母艦）
- HCMC無人機（伊莉莎白女王級航空母艦）[16]
- 「莫哈維」（Mojave）無人機（伊莉莎白女王級航空母艦）[17]
- 拜拉克塔尔TB3（英语：Baykar Bayraktar TB3）（阿納多盧級）[18]
- 巴伊拉克塔尔红苹果无人机[19]（阿納多盧級）

### 圖集

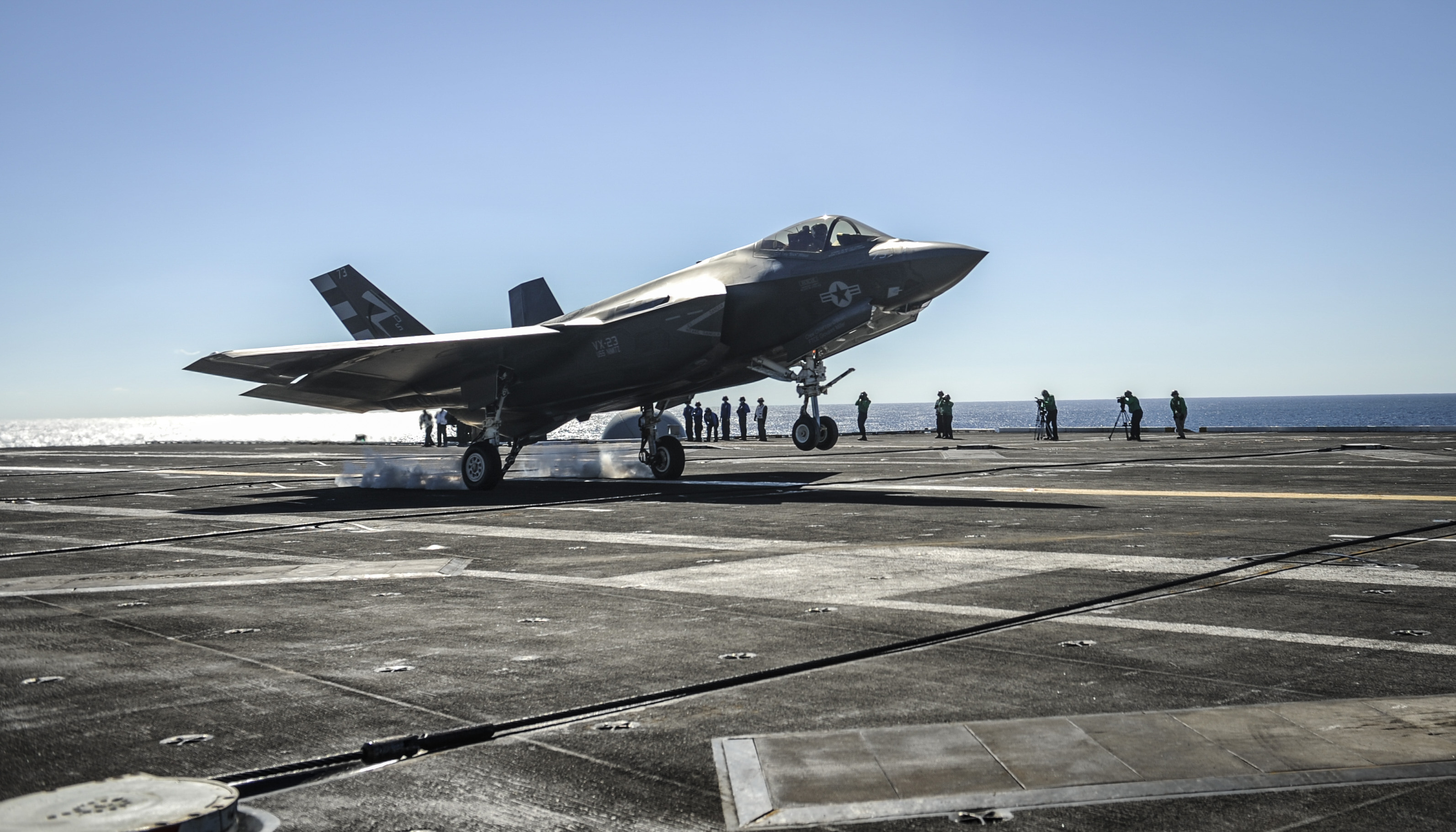
F-35C閃電II戰鬥機降落於尼米茲號航空母艦
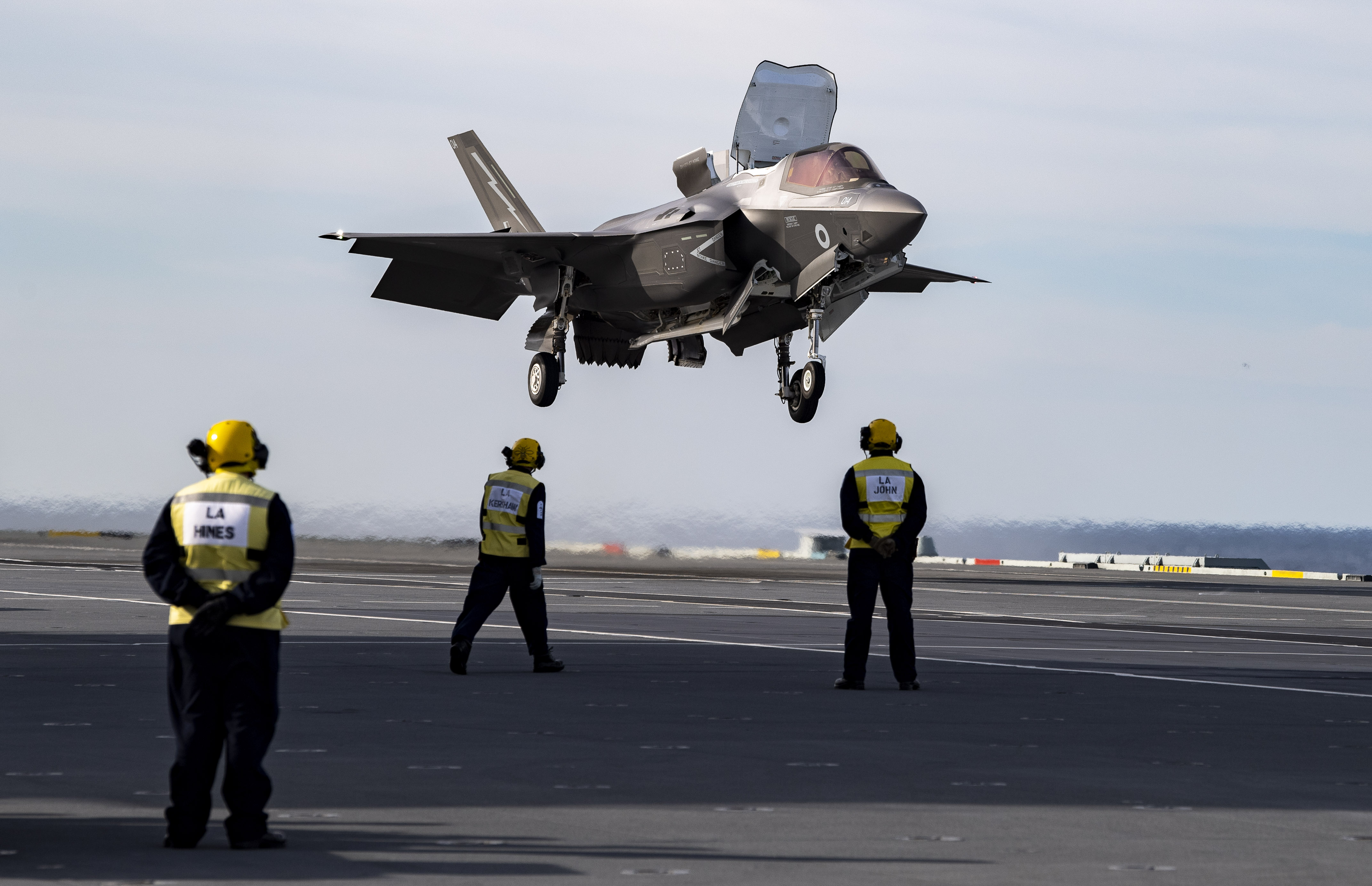
F-35B閃電II戰鬥機正垂直降落於伊丽莎白女王號航空母舰
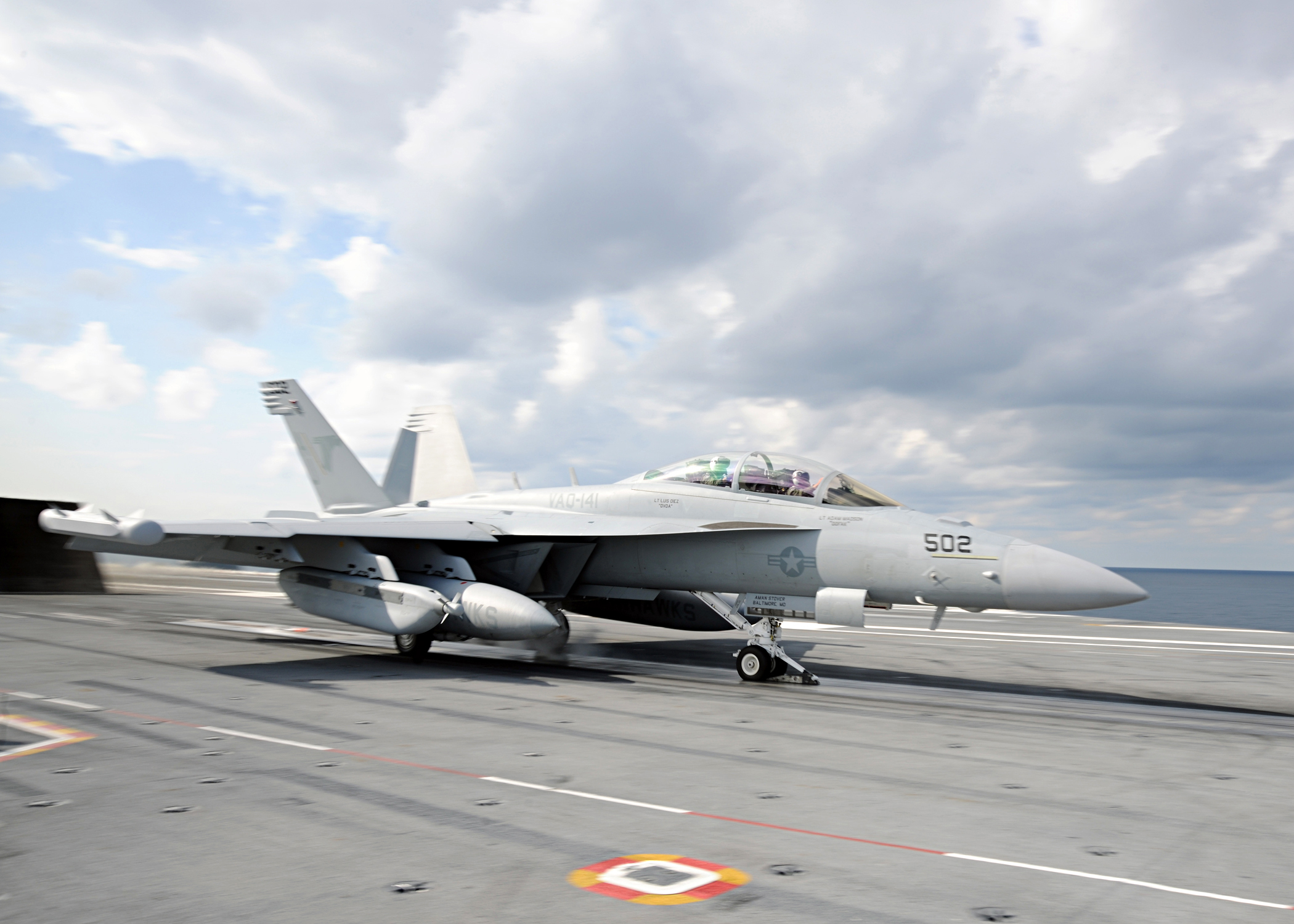
正从喬治·布什號航空母艦上彈射起飛的EA-18G咆哮者式電子作戰機
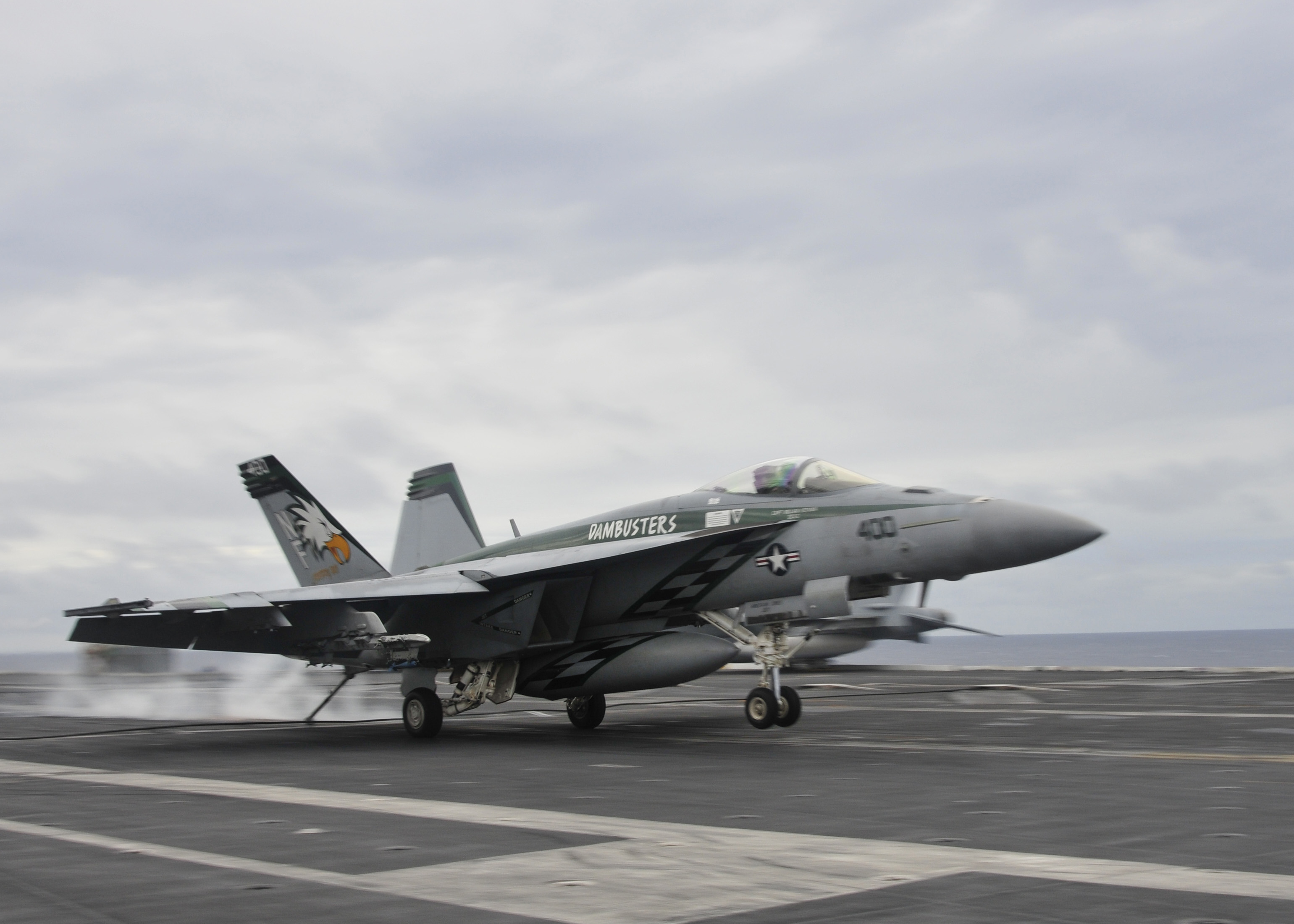
F/A-18E超級大黃蜂打擊戰鬥機降落於喬治·華盛頓號航空母艦
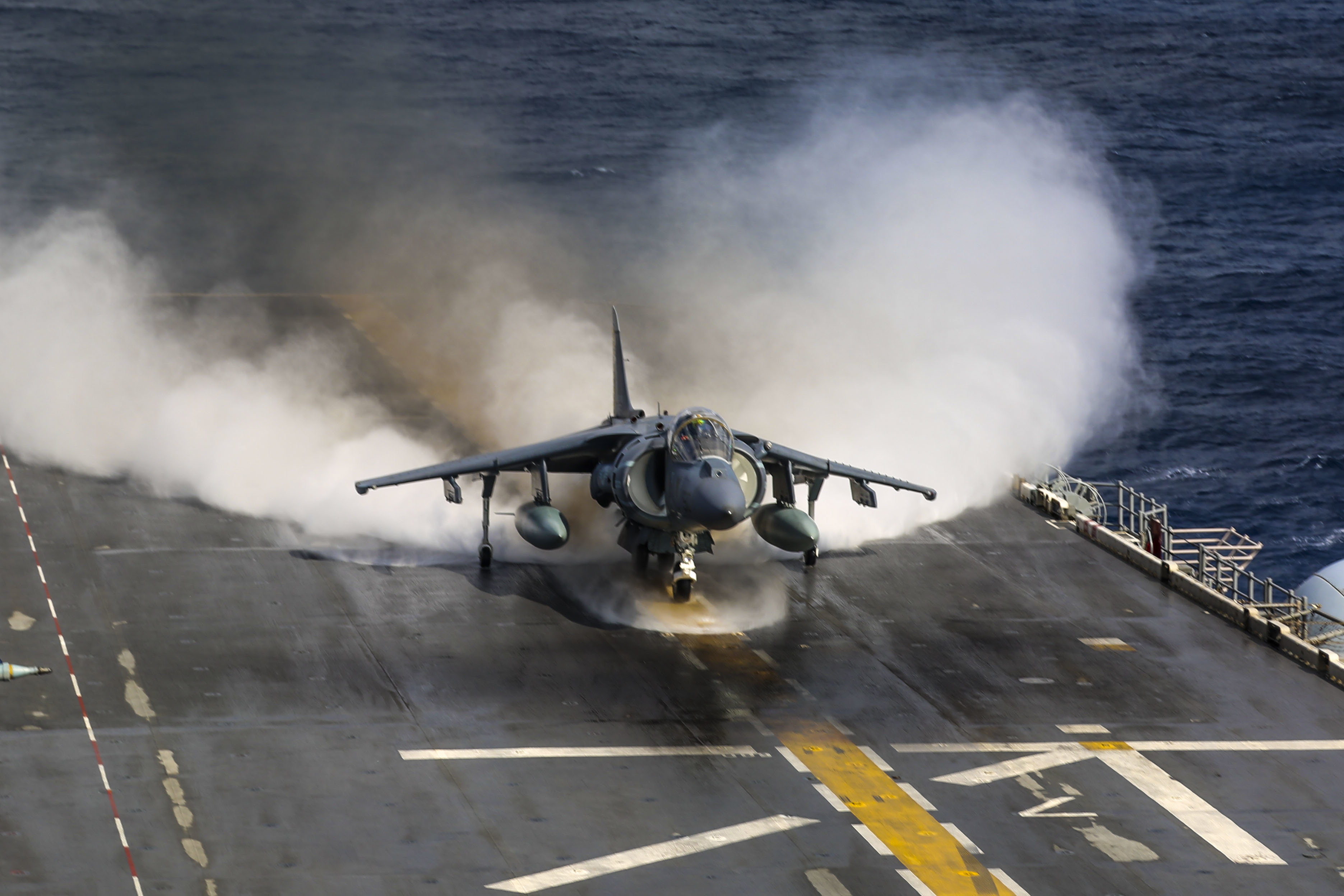
AV-8獵鷹II式攻擊機正从硫磺島號兩棲突擊艦上短距起飛
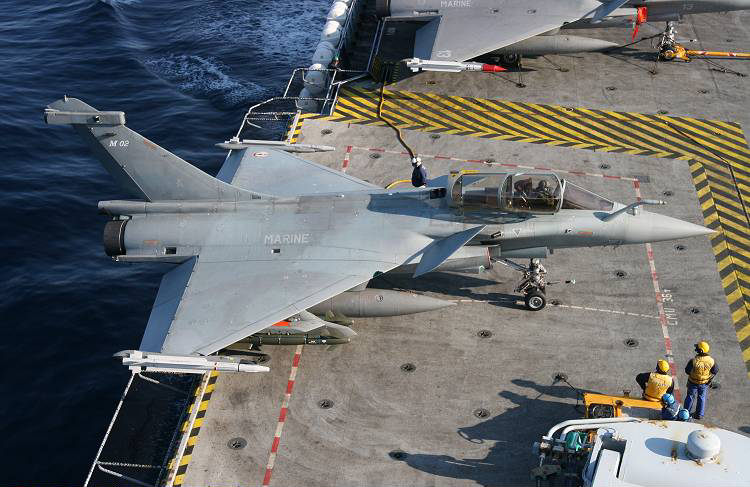
飆風M戰鬥機於戴高樂號航空母艦的升降機上
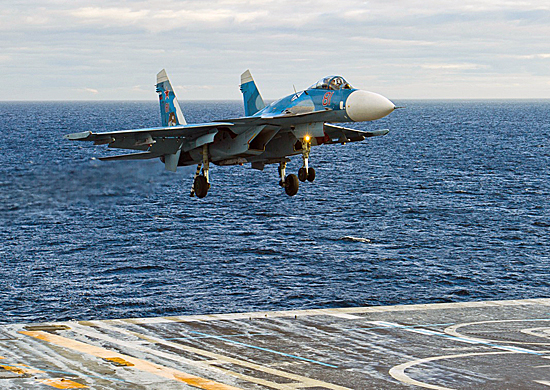
蘇-33戰鬥機準備降落在庫茲涅佐夫號上
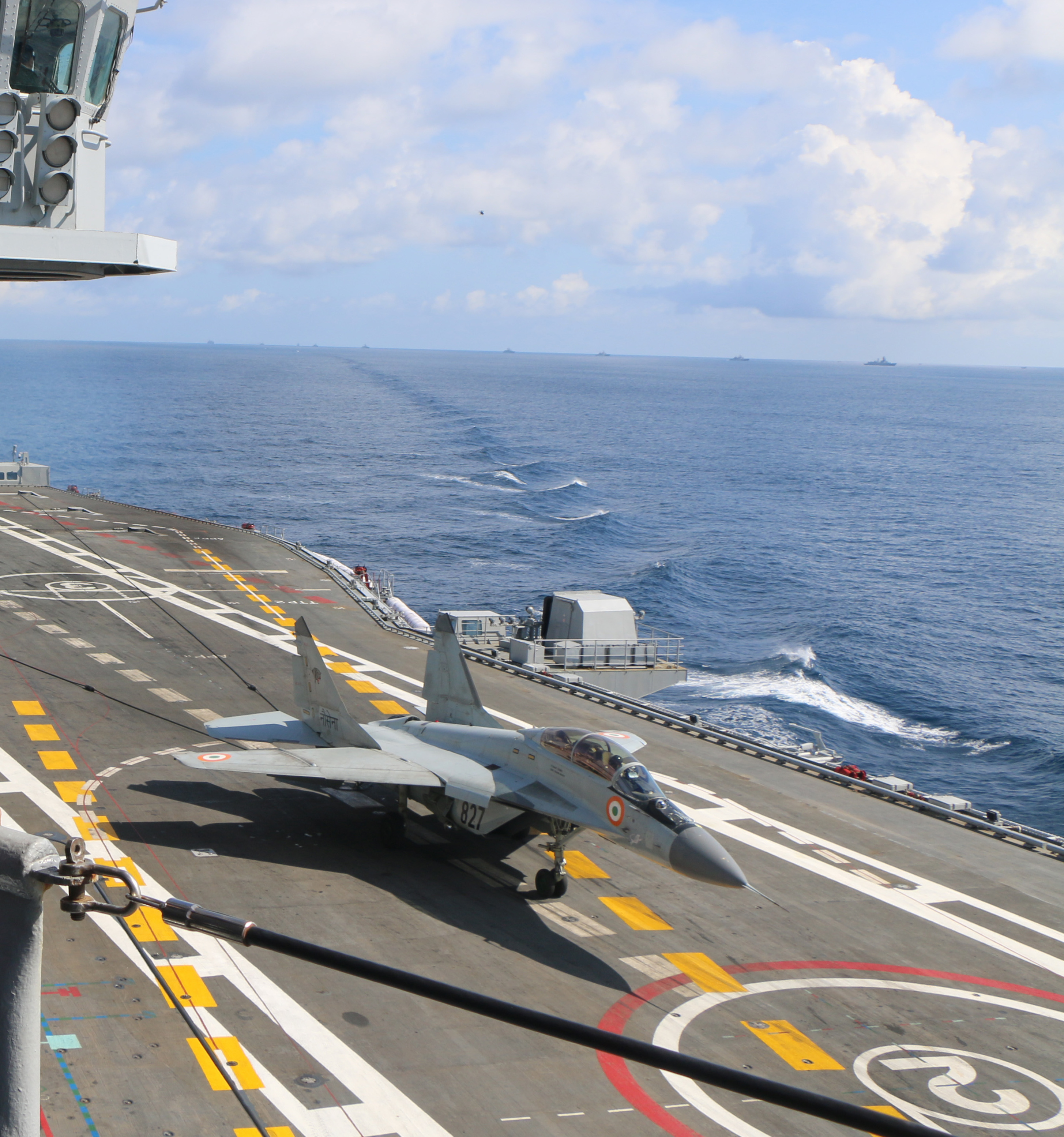
米格-29K戰鬥機降落於維蘭瑪迪雅號航空母艦
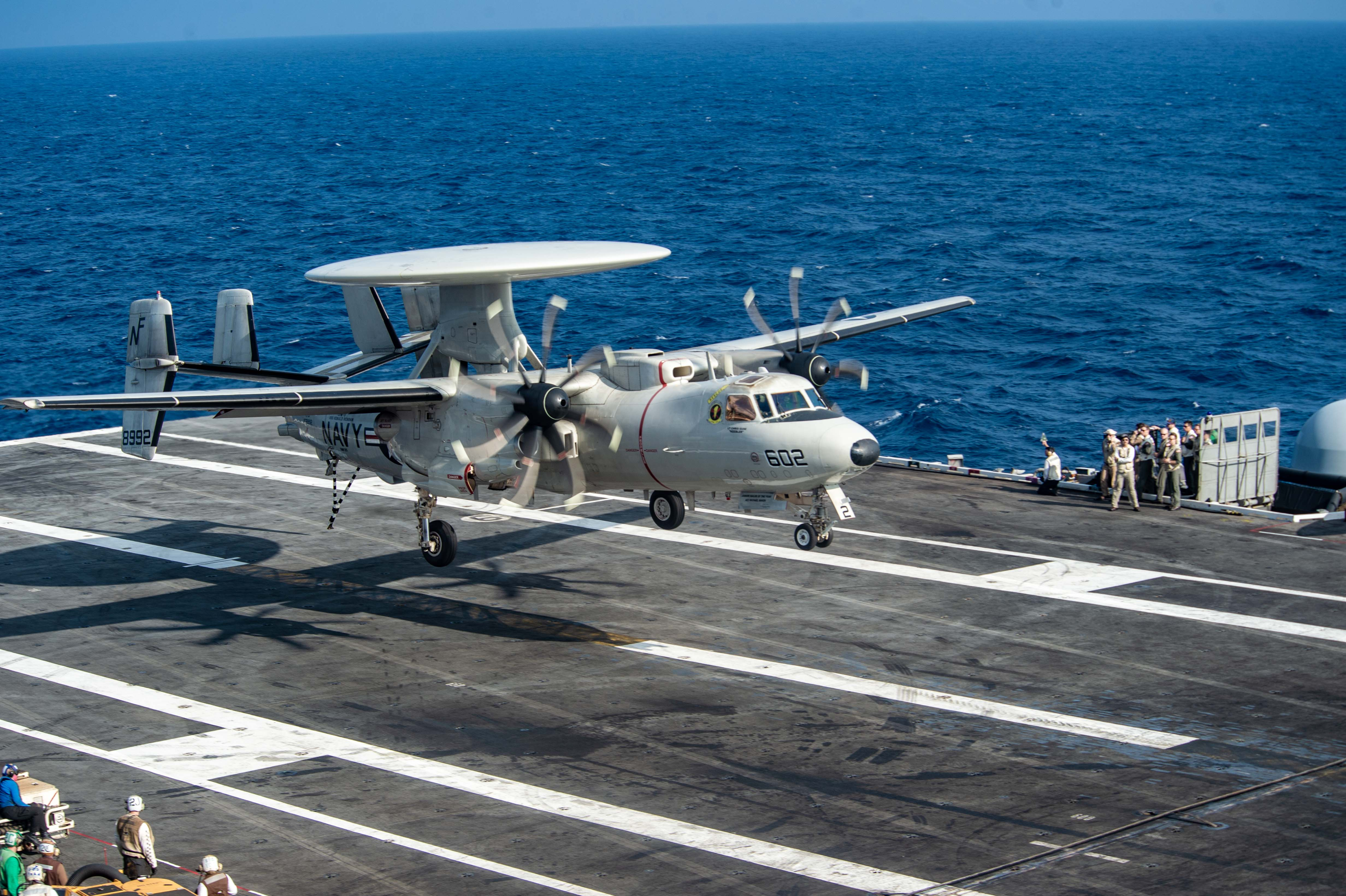
E-2D空中預警機降落於雷根號航空母艦
的MV-22B魚鷹式傾斜旋翼機在基薩奇山號兩棲突擊艦上
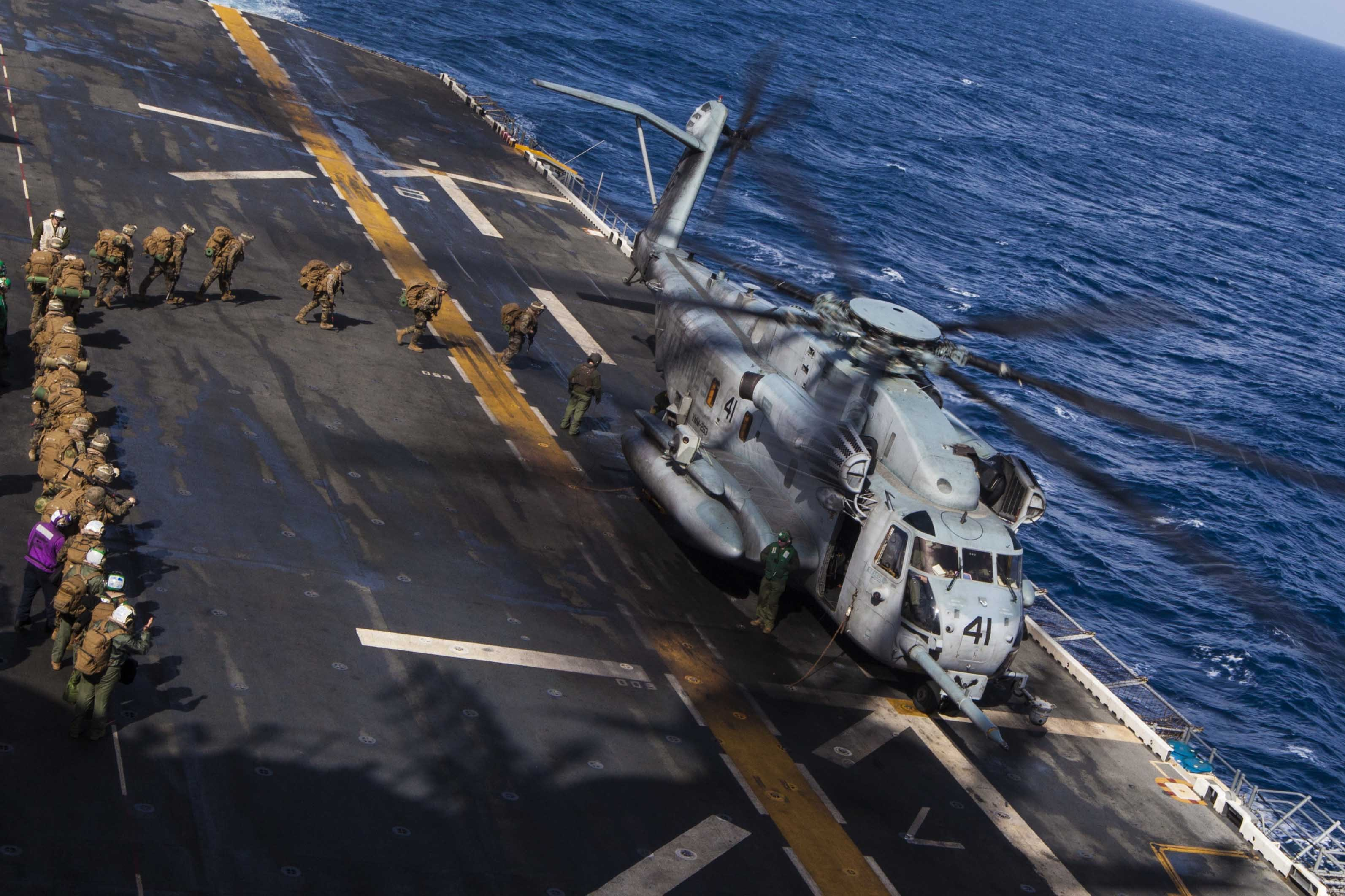
CH-53E直升機於巴丹號兩棲突擊艦飛行甲板
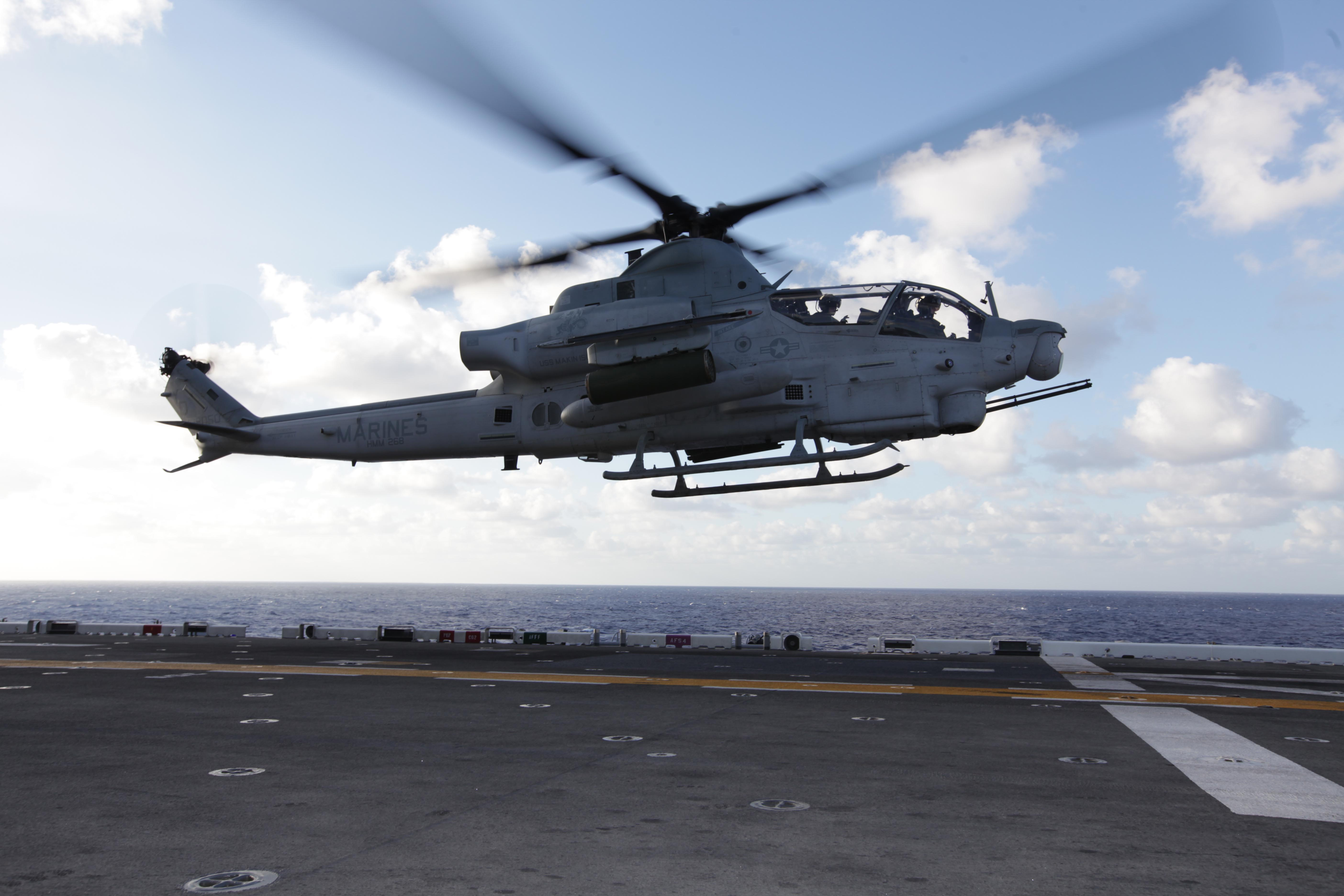
AH-1Z蝰蛇直升機準備降落於馬金島號兩棲突擊艦
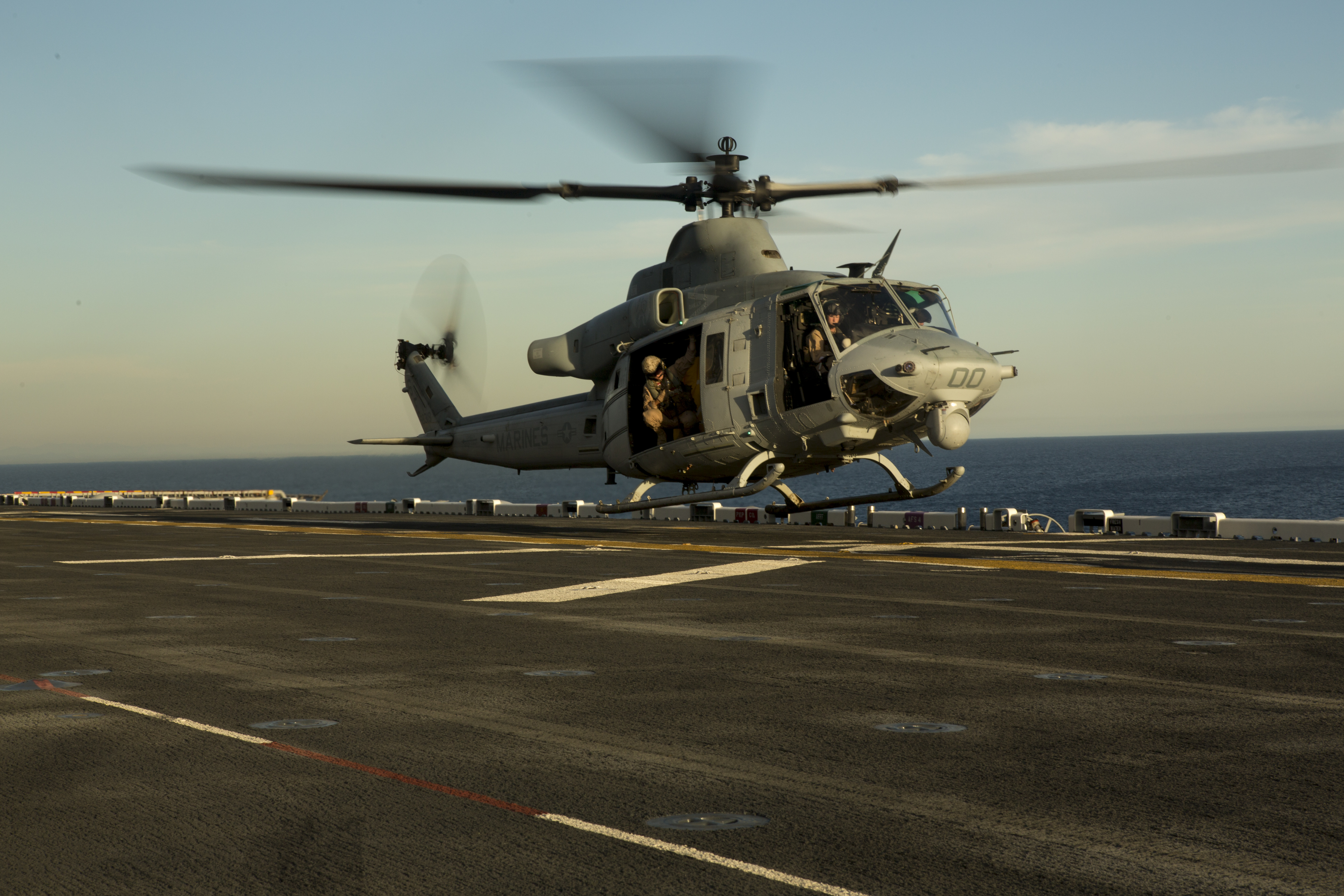
UH-1Y毒液直升機於美利堅號兩棲突擊艦
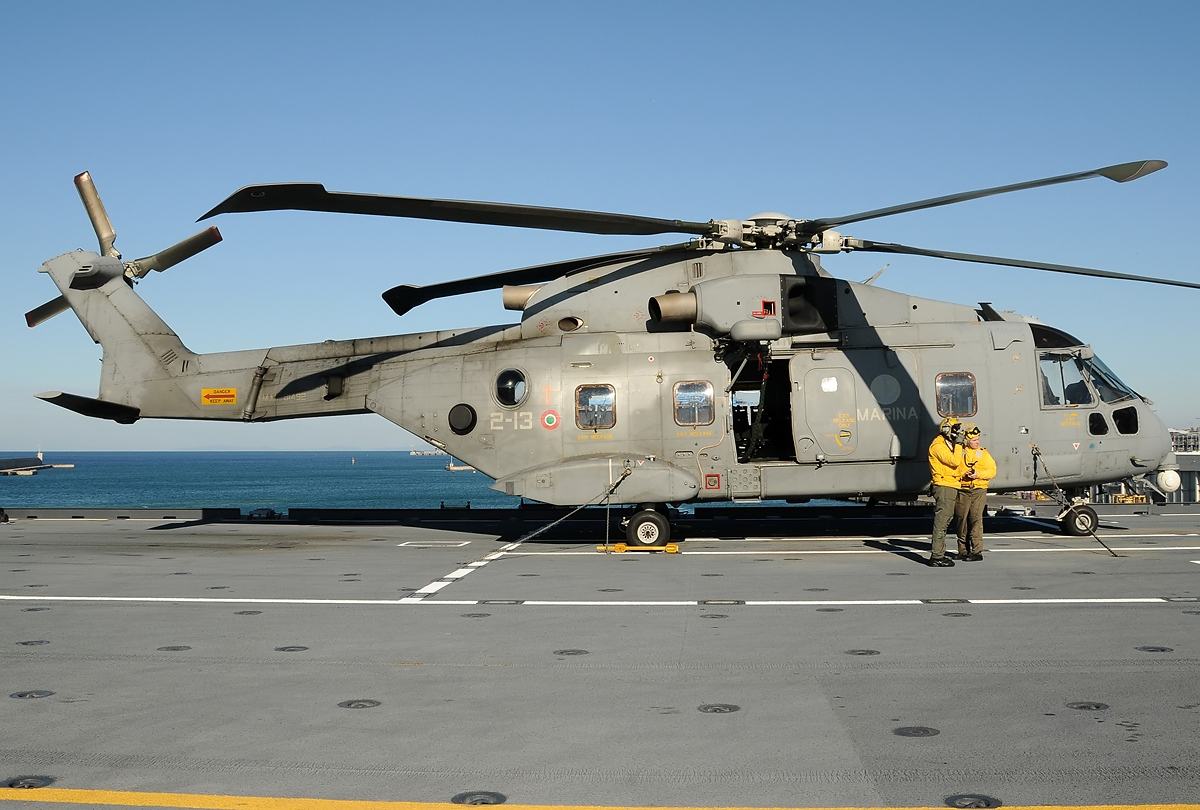
灰背隼直升機於加富爾號航空母艦的飛行甲板
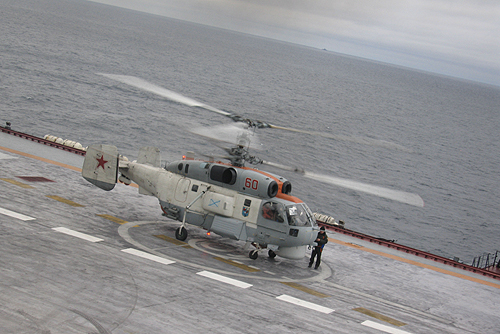
卡-27直升機於庫茲涅佐夫號的飛行甲板

## 参見
- 岸基機
- 航空母艦